# Noemí Laserre
Josefina Sorrentino (1923 - Buenos Aires, Argentina, 6 de abril de 2001), más conocida como Noemí Laserre, fue una actriz argentina.

## Carrera
Inició su carrera en la década del 40" en pequeños trabajos. En los años 50" realizó la mayor parte de su carrera actuando con figuras como Golde Flami, Amelia Bence, entre otras. En 1946 realiza su primera intervención cinematográfica en Mosquita muerta, de Luis César Amadori. 
Participó en 20 películas, entre ellas Prohibido para menores, Bajo un mismo rostro, Psique y sexo, Los debutantes en el amor, Un viaje de locos, entre otros. También participó en radio, varias temporadas teatrales, donde realizó obras como Lysistrata, Hotel de ilusos y en varios programas televisivos como Malevo, Propiedad horizontal, etc. En 1988 realiza su última intervención cinematográfica en La clínica loca, de Emilio Vieyra.
Falleció el 6 de abril de 2001 en Buenos Aires a los 78 años de una enfermedad terminal que afectaba la médula espinal. Estuvo casada con el actor Ricardo Lavié y su hija fue la actriz Estela Molly, junto con quiénes descansa en el Panteón de actores del Cementerio de la Chacarita.

## Filmografía
- La clínica loca (1988)
- El casamiento de Laucha (1977)
- El muerto (1975)
- Un viaje de locos (1974)
- Gitano (1970)
- Los debutantes en el amor (1969)
- Psique y sexo (1965)
- Bajo un mismo rostro (1962)
- Tiernas ilusiones (1961)
- Dos basuras (1958)
- Violencia en la ciudad (inédita - 1957)
- Prohibido para menores (1956)
- Los hampones (1955)
- Al sur del paralelo 42 (inédita - 1955)
- La novia (inconclusa - 1955)
- Siete gritos en el mar (1954)
- Somos todos inquilinos (1954)
- La niña de fuego (1952)
- ¡Arriba el telón! (1951)
- Mosquita muerta (1946)